# Sicya argyllaria
Sicya argyllaria är en fjärilsart som beskrevs av George Duryea Hulst 1902. Sicya argyllaria ingår i släktet Sicya och familjen mätare. Inga underarter finns listade i Catalogue of Life.